# Frantz Christopher von Bülow
 Der er flere personer med dette navn, se Frantz Bülow.
Frantz Christopher (von) Bülow (1757 – 8. marts 1835) var en dansk officer og kammerherre.
Han var farbror til sin navnefælle Frantz Bülow. Han sluttede sin militære karriere som oberst, var toldforvalter og postmester i Flensborg.
Han var første gang gift med Anna Maria Werner (1768-1812).